# 瑪麗-阿爾馮斯·丹尼爾·加塔斯
瑪麗-阿爾馮斯·丹尼爾·加塔斯（Marie-Alphonsine Danil Ghattas，1843年10月4日—1927年3月25日）是一名巴勒斯坦天主教修女，她創立了耶路撒冷至聖玫瑰會道明會修女會（玫瑰會修女會），這是巴勒斯坦第一個修女會。2009年，安日洛·阿馬托大主教代表教宗本篤十六世為她宣福。
2014年12月6日，教宗方濟各承認了一個歸功於她的代禱的奇蹟，這是她被封為聖人的必要條件。2015年2月14日，教宗方濟各與其他人一起宣布她的封聖日期，並於2015年5月17日封她為聖人。

## 生平
加塔斯原名蘇爾塔奈·瑪麗亞·加塔斯（Soultaneh Maria Ghattas），1843年10月4日出生於耶路撒冷的巴勒斯坦家庭，她一生都在為巴勒斯坦的窮人工作。14歲時，加塔斯加入聖若瑟顯聖公會，成為見習修女。1862年，她發願後被派往伯利恆教授慕道課。在那裡，她也建立了宗教協會，透過玫瑰經促進對聖母瑪利亞的虔誠。
在伯利恆，她多次收到聖母瑪利亞的顯靈，指示她在巴勒斯坦成立一個名為「玫瑰修女會」的修女會。1880年，由耶路撒冷宗主教區神父若瑟·坦努斯（Joseph Tannous）籌備的七名年輕女孩從布拉科教區長手中接過這個新基金會的宗教會衣。同年，加塔斯獲得羅馬的特許，離開聖若瑟修女會，加入新的修女會。1883年10月7日，她在聖母玫瑰節上從輔理主教兼宗主代理帕斯卡爾·阿波迪亞（Bishop Pascal Appodia）手中接過聖衣。1885年3月7日，她與其他八位修女一起，在耶路撒冷拉丁宗主教文森佐·布拉可的見證下，宣讀新修會的最後誓言。
加塔斯將畢生精力奉獻給教區服務以及巴勒斯坦女孩的護理和教育事業，社區迅速發展壯大。1886年，她在拜特薩侯爾創辦了一所女子學校。之後，她與三位修女一起被派往外約旦薩爾特，之後又被派往納布盧斯，之後因健康原因返回耶路撒冷。痊癒後，她去了札巴布德。
1917年，她前往埃因克倫創辦了一家孤兒院。她於1927年3月25日聖母領報節在那裡去世，享年83歲。

## 宣福
2009年11月22日，教宗本篤十六世特使、聖徒事業部部長安日洛·阿馬托大主教在耶路撒冷宗主教區宗主教福阿德·特瓦爾於拿撒勒聖母領報堂舉行的彌撒上主持冊封儀式。
教宗方濟各於2014年12月6日批准了對她的第二次神蹟，並於2015年5月17日將她封為聖人。來自中東的2,000多名基督教朝聖者和巴勒斯坦總統馬哈茂德·阿巴斯出席了儀式。在瑪麗-阿爾馮斯·丹尼爾·加塔斯被封聖的四天前，梵蒂岡宣布了一項重申承認巴勒斯坦建國的條約，在羅馬教廷和巴勒斯坦權力機構之間建立正式外交關係。
她創立的修道會成員在中東各地開辦學校、教義課程、診所和孤兒院。

## 外部連結
- Rosary Congregation （页面存档备份，存于） （阿拉伯語）